# Gut Ennenbach
Gut Ennenbach ist ein Ortsteil von Overath im Rheinisch-Bergischen Kreis in Nordrhein-Westfalen. Bis 1975 trug der Wohnplatz den Namen Hufe.

## Lage und Beschreibung
Der Ortsteil Gut Ennenbach befindet sich im oberen Aggertal in der Nähe von Klef an der Kreisstraße 38. Es handelt sich um einen Bauernhof, ein gepflegtes ländliches Anwesen innerhalb von weiten Feldern und Wald. Vor Jahren stand in der Diskussion, den Bereich in das geplante Gewerbegebiet Ginsterfeld einzubeziehen, was nach einer Petition und Protesten, unter anderem vom Bergischen Naturschutzverein, vorerst abgewehrt wurde.

## Geschichte
Der ursprüngliche Ortsname Hufe geht auf eine mittelalterliche Flächenangabe und Rechtsstellung für Vollhöfe hervor, der Hufe. Der heutige Name Gut Ennenbach bezieht sich auf die langjährige Besitzerfamilie des Hofguts. Der Ort wurde um das Jahr 1400 als dei Hoeve urkundlich erwähnt, eine weitere Nennung erfolgte 1470 als Hoeve.
Die Topographia Ducatus Montani des Erich Philipp Ploennies, Blatt Amt Steinbach, belegt, dass der Wohnplatz 1715 ein Freihof war, der als Huff beschriftet ist. Carl Friedrich von Wiebeking benennt die Hofschaft auf seiner Charte des Herzogthums Berg 1789 als Huf. Aus ihr geht hervor, dass der Ort zu dieser Zeit Teil der Honschaft Balken im Kirchspiel Overath war.
Der Ort ist auf der Topographischen Aufnahme der Rheinlande von 1817 als Hofen verzeichnet. Die Preußische Uraufnahme von 1845 zeigt den Wohnplatz unter dem Namen Hoof. Ab der Preußischen Neuaufnahme von 1892 ist der Ort auf Messtischblättern regelmäßig als Hufe verzeichnet, ab Ende des 20. Jahrhunderts dann als Gut Ennenbach.
Hufe gehörte nach dem Zusammenbruch der napoleonischen Administration und deren Ablösung zur Bürgermeisterei Overath im Kreis Mülheim am Rhein. Der 1845 laut der Uebersicht des Regierungs-Bezirks Cöln als Hove bezeichnete und als Pachtgut kategorisierte Ort besaß zu dieser Zeit ein Wohngebäude mit 12 Einwohnern, alle katholischen Bekenntnisses. Die Gemeinde- und Gutbezirksstatistik der Rheinprovinz führte Hufe (oder auch Hove, Hoof) 1871 mit einem Wohnhaus und sechs Einwohnern auf. Im Gemeindelexikon für die Provinz Rheinland von 1888 wurden für Hufe ein Wohnhaus mit zehn Einwohnern angegeben. 1895 besaß der Ort ein Wohnhaus mit acht Einwohnern, 1905 wurden ein Wohnhaus und neun Einwohner angegeben. Im Hausnummerierungskataster von 1907 wurde als Eigentümer des Wohnhauses ein Freiherr Schweppenburg aus Berlin genannt, als Bewohner Wilhelm Lüdenbach.

## Mesolithischer Siedlungsplatz

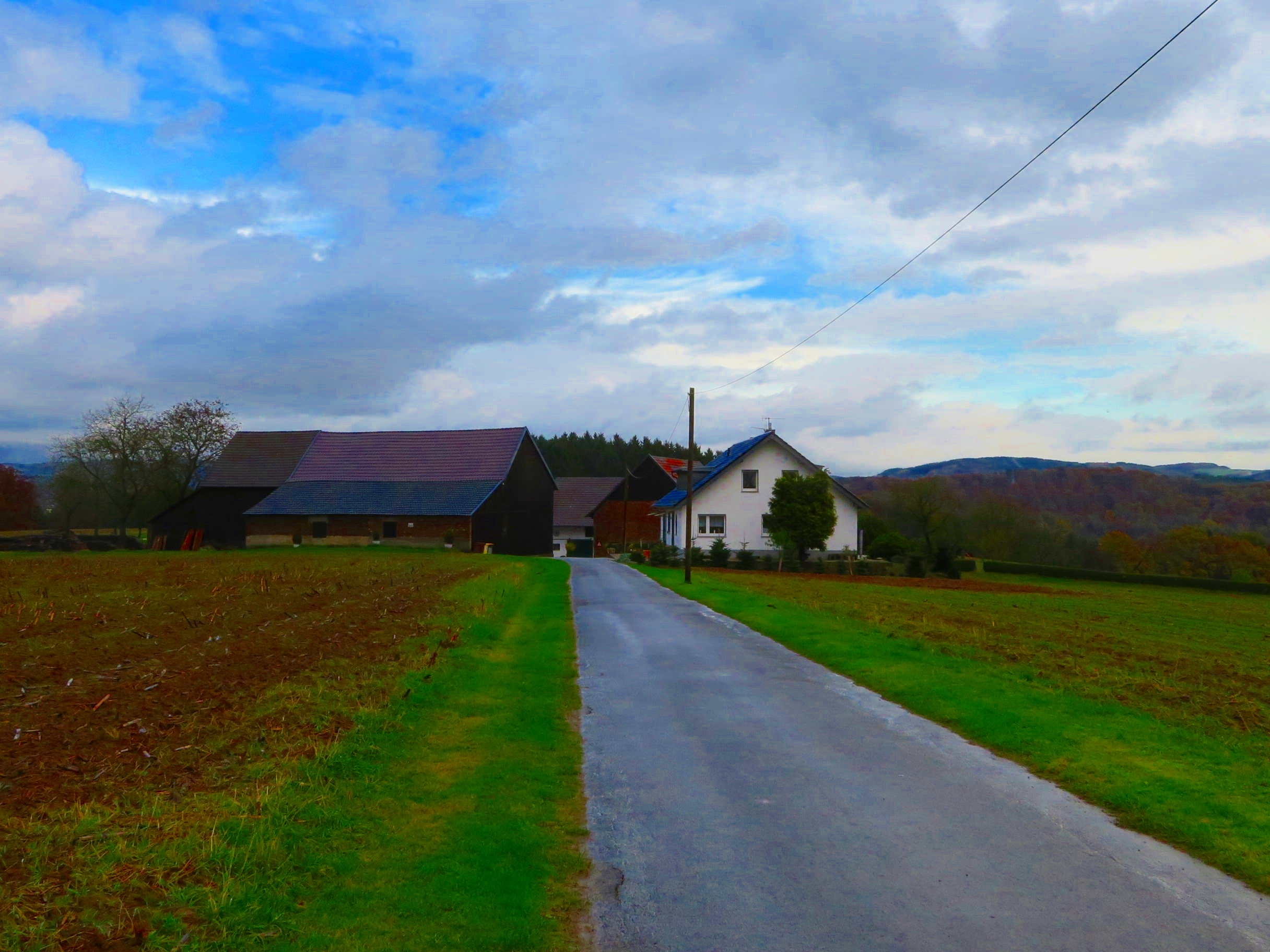
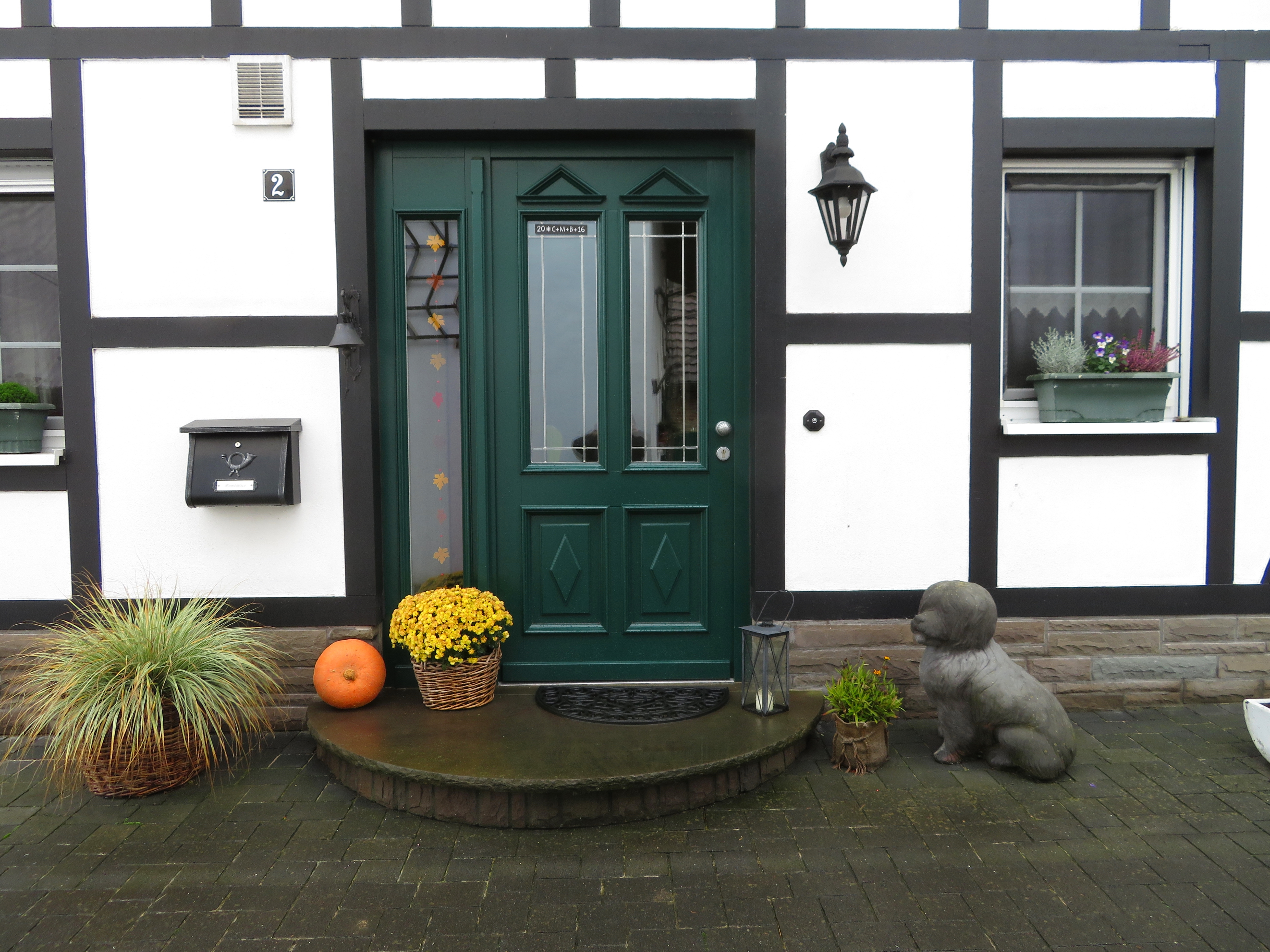
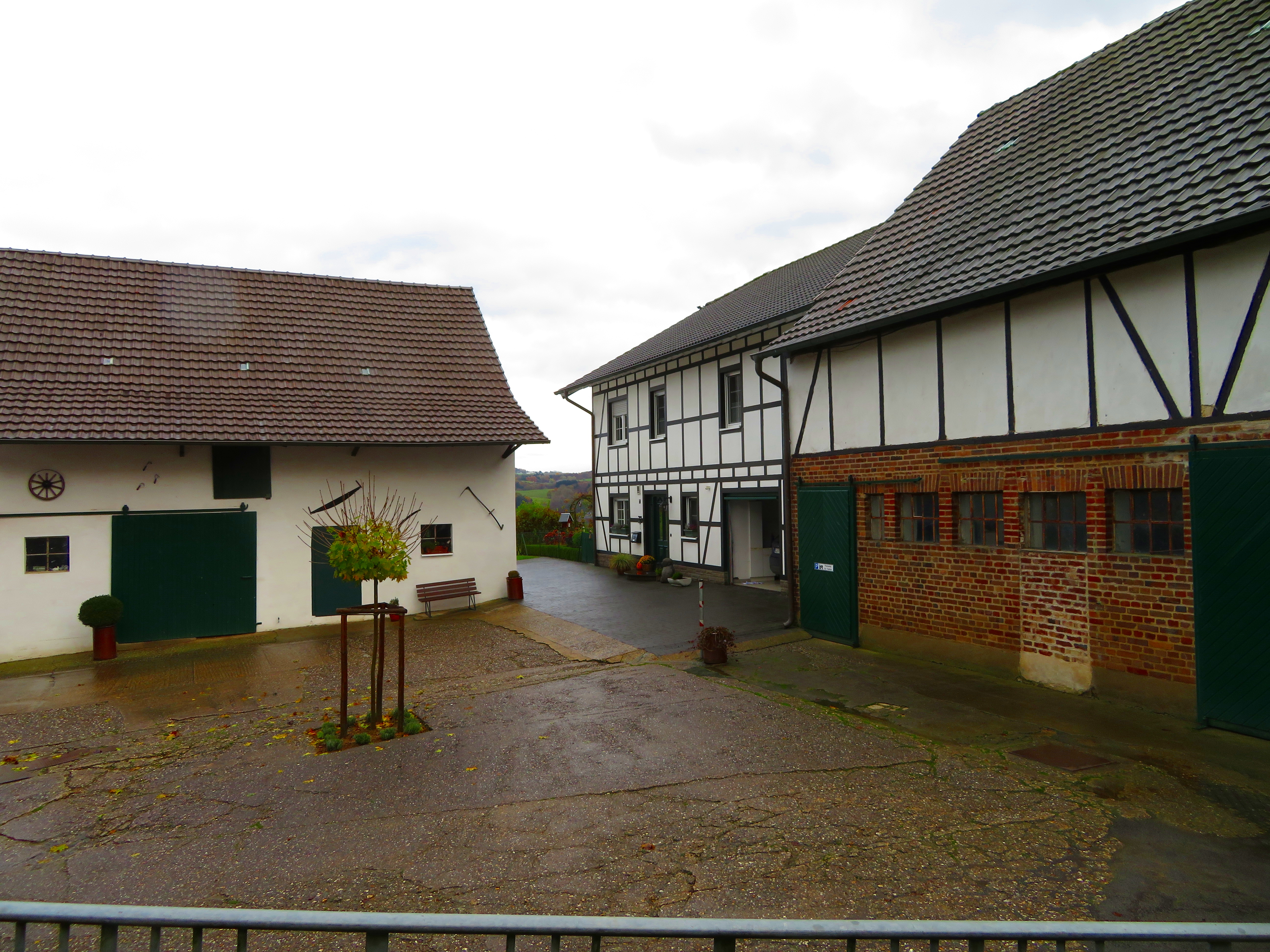
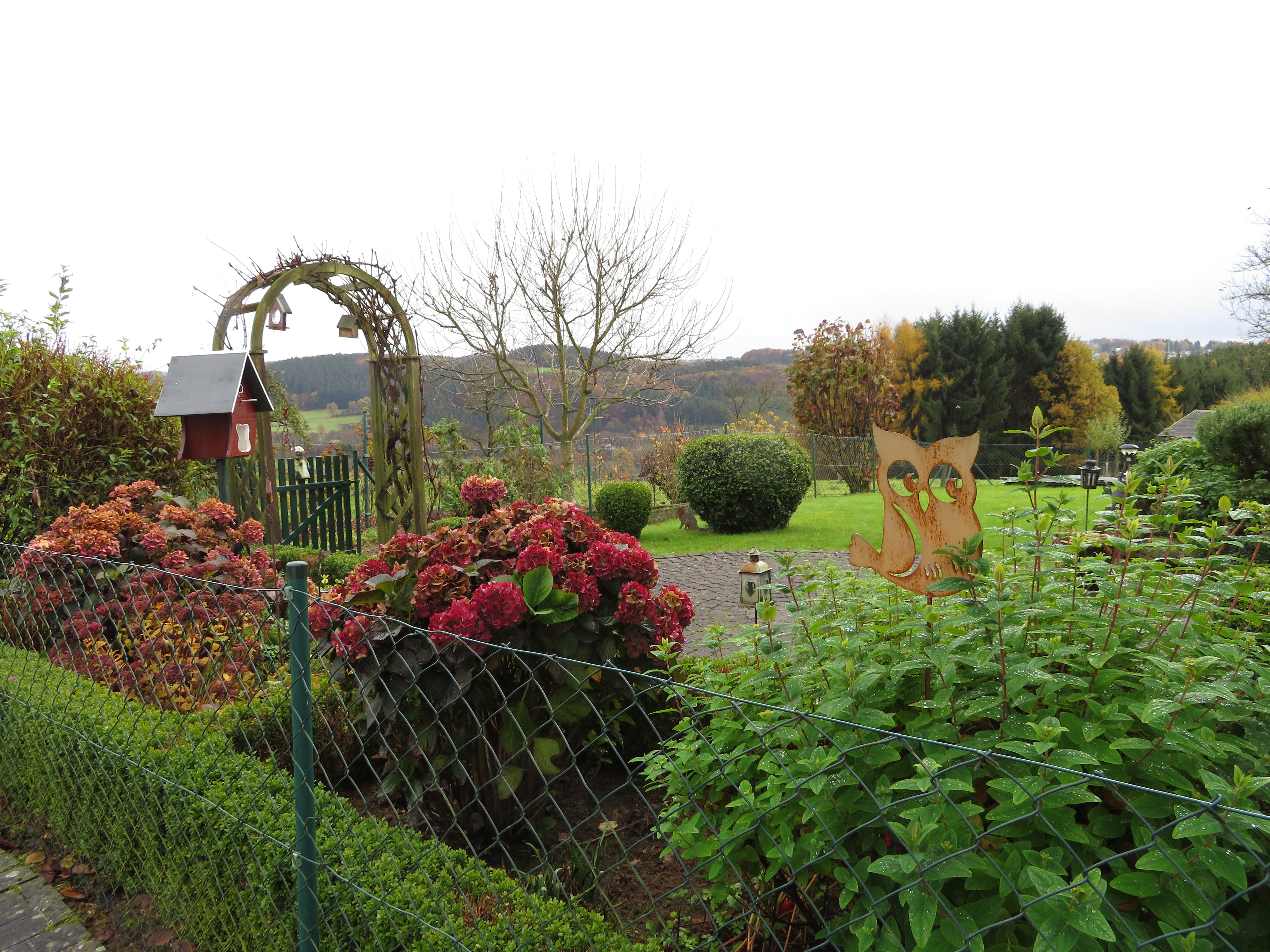
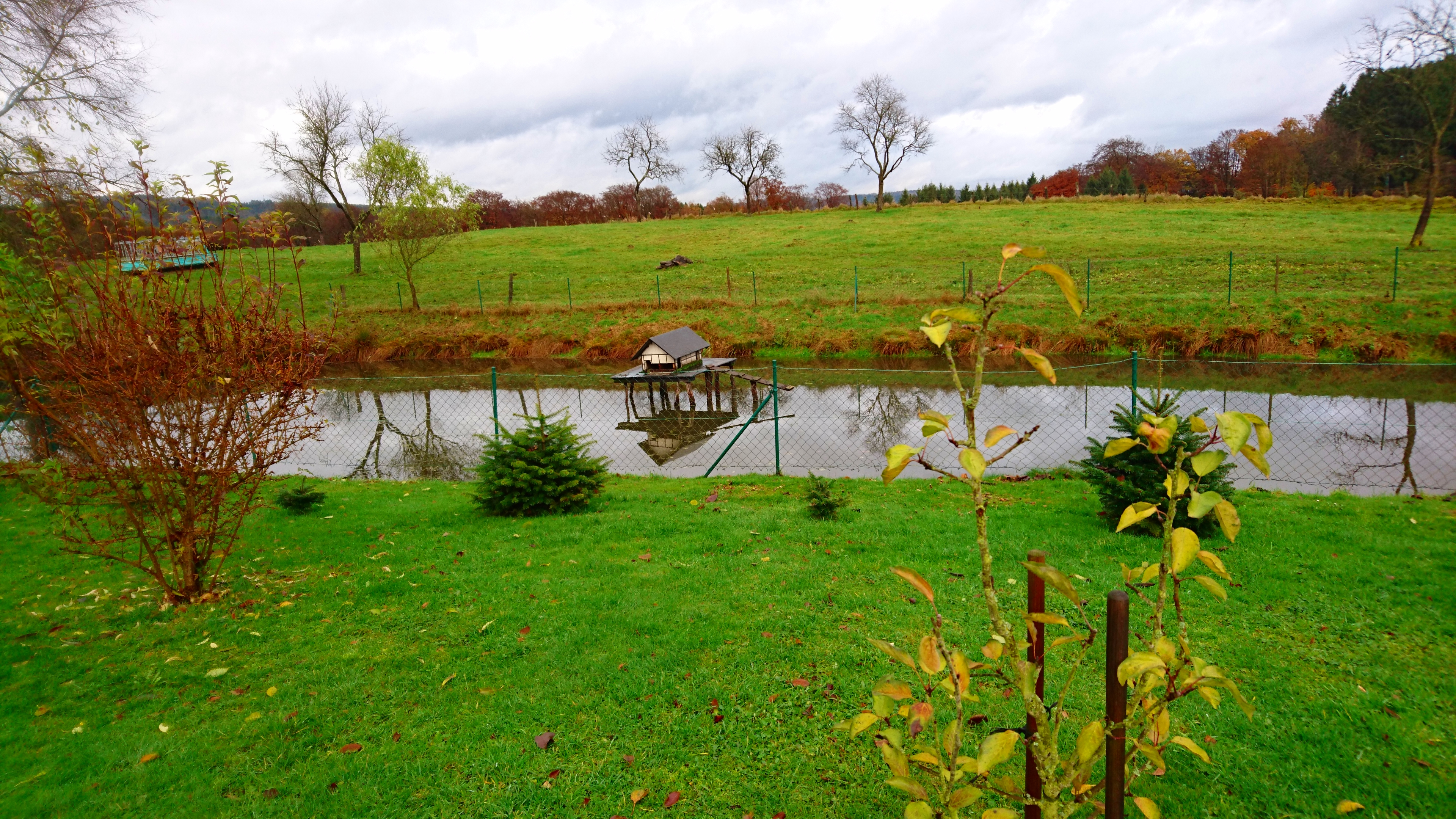
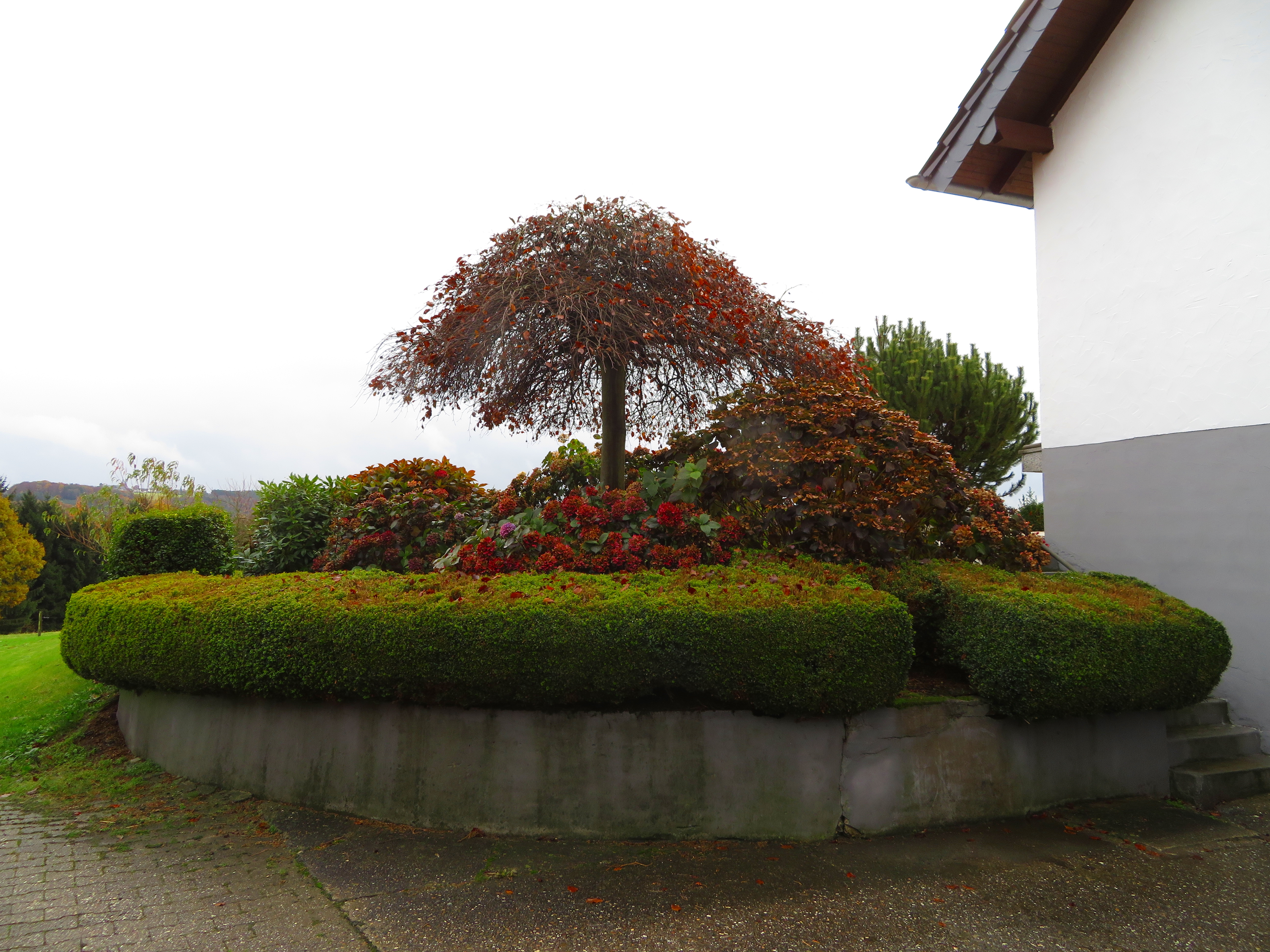

Als Sensation gilt in Fachkreisen die Entdeckung des Heimatforschers Helmut Krause (1913–2015), dass im Umfeld des Gutes Ennenbach ein mesolithischer Siedlungsplatz bestanden haben musste und der Bereich schon vor rund 8 000 Jahren besiedelt war. Als Beleg dienen Krauses Funde von rund 3500 steinzeitlichen Artefakten, die er zwischen 1984 und 1987 auf dem Gelände ausgegraben beziehungsweise entdeckt hat. Diese Zeugnisse der Steinzeit werden heute im Rheinischen Landesmuseum Bonn verwahrt. Die ausführliche Dokumentation seiner Arbeit, unter anderem mit historischen Grundkarten und Flurplänen, liegt im Stadtarchiv Overath.
Aufgrund § 10 und § 14 des Köln-Gesetzes wurde mit Wirkung zum 1. Januar 1975 die Nachbargemeinde Hohkeppel aufgelöst, zu der seinerzeit ein Ortsteil mit dem Namen Hufe gehörte, und Lindlar zugeschlagen. Im Zuge dessen wurden einige grenznahe Wohnplätze in die Gemeinde Overath umgemeindet, darunter das zu Hohkeppel gehörende Hufe. Da im erweiterten Overather Stadtgebiet der Ortsname Hufe nun doppelt vorhanden war, benannte die Verwaltung den geschichtsträchtigen Overather Freihof Hufe kurzerhand nach der Familie Ennenbach um, welche die Hofschaft seit 1925 bewirtschaftete. So wechselte der Name des Overathers Wohnplatzes Hufe zu Gut Ennenbach. Das ehemals Hohkeppeler Hufe behielt dagegen seinen angestammten Namen.